# Косулинский абразивный завод
Косулинский абразивный завод — советское и российское предприятие, специализирующееся на изготовлении абразивного инструмента. Расположено в посёлке Верхнее Дуброво Свердловской области. Основано в 1942 году.
В 2007 году запущена немецкая линия по производству упаковочной полиэстеровой ленты. Косулинский абразивный завод снабжает своим инструментом предприятия, относящиеся к отраслям машиностроения, металлургии и металлообработки, деревообработки, строительства и т. д.

## История
Официальной датой открытия завода считается 1942 год.
В 1895 году 12 марта, арендатором Мало-Брусянской известковой горы унтер-офицером Е. К. Меньщиковым и его братом А. К. Меньщиковым начат обжиг извести. Известковый камень добывали в с. Малые Брусяны и на Мраморских разработках вблизи д. Сарапулка.
В 1906 году напротив ст. Косулино А. К. Меньщиковым был построен завод по обжигу извести.
В 1908 году завод стал известково-кирпичным. В 1932 году, в связи с уточнением профиля, завод был переименован.
В 1935 году директором завода назначается один из первых кавалеров ордена Красного Знамени — С. С. Агапитов. Ему было суждено привести завод вначале к процветанию, а затем к внезапной и полной перемене профиля в годы войны… Пришла война, часть специалистов, материалов и оборудования, эвакуированного в Челябинск ленинградского абразивного завода «Ильич», была переадресована в Косулино.
В декабре 1941 года на завод стало прибывать первое оборудование для изготовления абразивного инструмента.
18 марта 1942 года ценой неимоверных усилий всего коллектива была выпущена первая партия абразивного инструмента.
Главные даты в жизни завода
1945 год — начало производства абразивного инструмента на бакелитовой связке
1949 год — освоено производство пористых и скоростных кругов
1957 год — сдан в эксплуатацию первый железнодорожный тупик на заводе. Установлены первые прессы типа «ПД». Закончено строительство дороги «завод-тракт»
1958 год — вступила в действие туннельная печь, работающая на топочном мазуте
1962 год — на токарном участке цеха установлены 4-шпиндельные станки. Сдана заводская котельная с тремя котлами ДКВ
1967 год — главный корпус начал выдавать продукцию — первые круги диаметром 500—600 мм
1969 год — директором завода назначен В. П. Смородинников
1970 год — сдан в эксплуатацию конвейер «Фата» (Италия, Турин)
1972 год — изготовлены первые круги методом горячего прессования. Освоено производство кругов «ПН» для ВАЗа
1974 год- освоен выпуск кругов для КАМАЗа. Впервые двум позициям кругов присвоен Знак качества
1942—1975 гг. — при росте численности работающих в 3,5 раза производство абразивного инструмента возросло в 240 раз
1977 год — освоены и выпущены первые партии отрезных кругов
1978 год — закончена реконструкция заводской котельной с установкой нового отопительного котла КВГМ
1979 год — в цехе № 2 смонтирована система АРП
1980 год — закончено строительство участка по изготовлению отрезных кругов
1981 год — сдан в эксплуатацию инженерно-лабораторный корпус
1982 год — окончание строительства АТС. Основание музея Трудовой славы завода
1984 год — сдан в эксплуатацию пресс фирмы «Джи энд Би» (Канада).
1988 год — начало строительства нового здания РМУ
1990 год — монтаж трубопровода горячего водоснабжения к домам заводского микрорайона
1991 год — заселение нового 119-квартирного дома
1993 год — завод преобразован в открытое акционерное общество «КАЗ»
1999 год — заключен договор о совместной деятельности ООО «АТА» и ОАО «КАЗ» по производству электрокорунда циркониевого
2000 год — завершены работы по газификации котельной и туннельных печей завода
2001 год — освоен выпуск отрезных кругов диаметром 500, 600, 900 мм, выпуск кругов из ЭН средних зернистостей на бакелитовой связке, выпуск кругов на керамической связке о 400, 500, 600 мм, выпуск кругов методом горячего прессования с коэффициентом шлифования 70-75. Освоен выпуск кругов из карбида кремния зеленого и черного на керамической связке. Начато освоение кругов для рельсошлифования
2004 год — сдан в эксплуатацию модернизированный камерный бакелизатор в цехе № 3
2005 год — сдан в эксплуатацию пресс «МДМ» фирмы «Maternini» (Италия)
2005 год — освоена технология выпуска отрезных кругов «Vertex» — на итальянском оборудовании.
2006 год — получение сертификата на систему менеджмента качества по ГОСТ Р ИСО 9001-2001 (ИСО 9001:2000)
2007 год — запущена немецкая линия по производству упаковочной полиэстеровой ленты.
2008 год — По итогам 2007 года ОАО «Косулинский абразивный завод» награждается Золотым знаком «Финпромко». Этот знак ежегодно вручается одному из предприятий объединения, вышедшему на принципиально новый уровень своего развития.

## Собственники и руководство
Montana Invest (BVI)